# Unique Modèle 19
Pour les articles homonymes, voir Unique.
C'est un Unique Modèle 18 avec un chargeur plus gros. L'Unique Modèle 19 est un pistolet semi-automatique  dérivé du Ruby llama (carcasse et ergonomie) et Browning 1910 (culasse). Fabriqué par la MAPF durant l'Entre-deux-guerres, il tire le 7,65 Browning.

## Données numériques
- Usage : défense personnelle
- Munition : 7,65 Browning
- Longueur : 14,5 cm
- Canon : 8,1 cm
- Masse à vide : 610 g
- Chargeur : 6 coups